# Metallurg Novokuznetsk
Metallurg Novokuznetsk é um clube de hóquei no gelo profissional russo sediado em Novokuznetsk, Sibéria. Eles são membros da Liga Continental de Hockey.

## História
Fundando originariamente em 1949 por trabalhadores metalúrgicos, quando ingressaram em ligas regionais.
São membros da Liga Continental de Hockey desde a primeira temporada.